# Vilayet du Hedjaz
1872–1918
Entités précédentes :
- Eyalet d'Habesh

Entités suivantes :
- Royaume du Hedjaz

Le vilayet du Hedjaz — en turc osmanli : ولایت حجاز (vilâyet-i Hicaz) ; en turc moderne : Hicaz vilayeti — était un vilayet de l'Empire ottoman. Sa capitale était La Mecque avec Taëf comme résidence d'été.

## Histoire

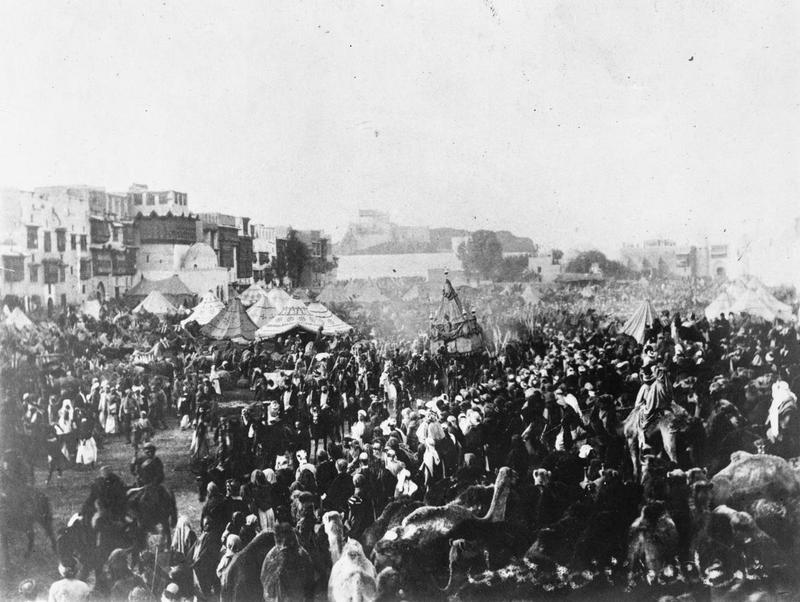
Le Mahmal (palanquin transportant souvent un Coran ou encore la kiswa) au milieu de la caravane des pèlerins dans les rues de La Mecque, 1908.

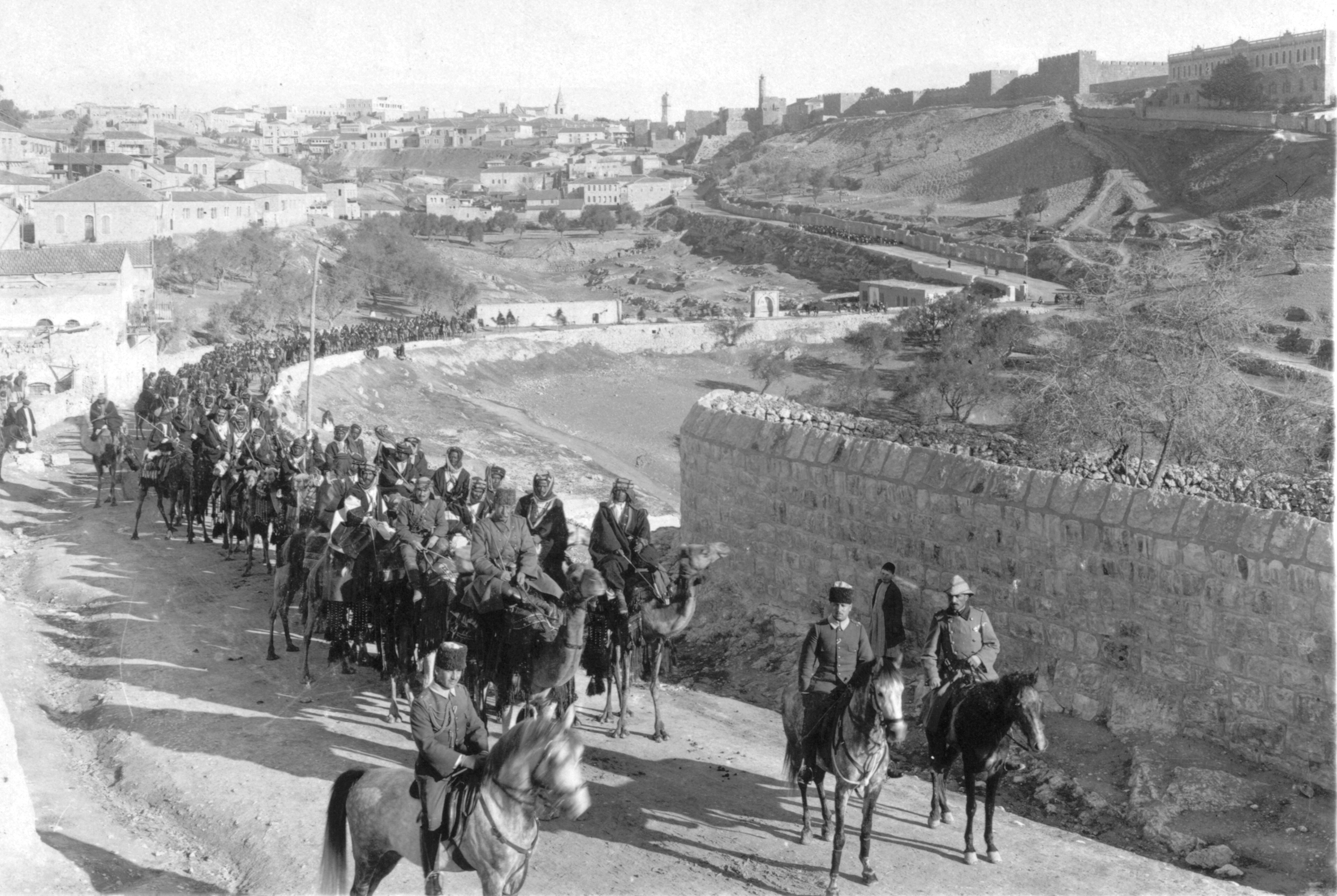
Corps chamelier arabe sous commandement ottoman, 1916

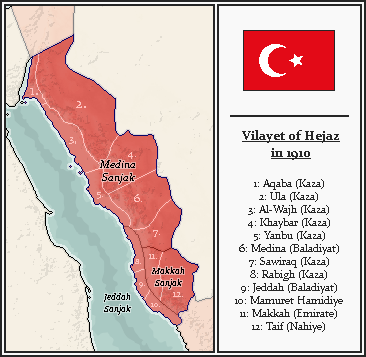
Carte du Vilayet

L'émirat ou chérifat de la Mecque, occupé par les wahhabites entre 1807 et 1813, puis passé sous la tutelle du vice-roi d’Égypte Méhémet Ali de 1813 à 1845, revient sous administration ottomane dans les années 1860. En 1872, il est érigé en vilayet (province de premier rang). Le chérif de La Mecque, gardien des villes saintes de La Mecque et Médine, est sous le contrôle d'un pacha ottoman. Le gouvernement ottoman verse des subsides au chérif et aux tribus bédouines pour assurer le bon déroulement du pèlerinage de La Mecque.
La garnison ottomane est forte de 7 000 hommes, plus 500 pour la garde personnelle du chérif. Les habitants du Hedjaz sont exemptés de service militaire. En 1908, Médine est reliée à Damas par le chemin de fer du pèlerinage, fondation pieuse (waqf) financée par des cotisations de tout l'Empire. Malgré ces dispositions, il arrive que les pèlerins soient rançonnés dans le train ou sur les routes terrestres par les Bédouins. 
Pendant la Première Guerre mondiale en Orient, le chérif Hussein ben Ali prend la tête de la grande révolte arabe, encouragé par le haut-commissaire britannique en Égypte, le lieutenant-colonel Henry McMahon. La garnison ottomane, le Corps d'armée du Hedjaz (Empire ottoman) (en), est harcelée par la guérilla. Le 10 juin 1916, le chérif Hussein se proclame roi du Hedjaz. Après la bataille d'Aqaba  (6 juillet 1917), la garnison ottomane de Médine est de plus en plus isolée. Cependant, le Siège de Médine se prolonge même après l'armistice de Moudros (30 octobre 1918) : le général ottoman Fahreddin Pacha, fidèle au califat ottoman, ne capitule que le 10 janvier 1919.
L'indépendance du royaume du Hedjaz est reconnue par le traité de Sèvres du 10 août 1920. Elle ne durera guère : le 19 décembre 1925, le sultan du Nedjd, Abdelaziz ibn Saoud, conquiert le Hedjaz. Le 8 janvier 1926, il en est couronné roi. Le 27 janvier 1927, il substitue le titre de roi du Nedjd à celui de sultan. Le royaume du Nejd et du Hedjaz (en) est reconnu par le traité de Djedda du 20 mai 1927. Le 23 septembre 1932, le royaume d'Arabie saoudite est établi.

## Subdivisions
Le vilayet était divisé en trois sandjaks et sept kazas :
- le sandjak de La Mecque (Mekke-i Mükerreme Sancağı), composé du kaza éponyme ;
- le sandjak de Médine (Medine-i Münevvere Sancağı), composé du kaza éponyme et de ceux de Yenbe'u 'l-Bahr, El Vech et Sevârikih ;
- le sandjak de Djedda (Cidde Sancağı), composé du kaza éponyme et de celui de Ma'muretulhamid.